# Усім хлопцям: Завжди і назавжди
«Усім хлопцям: Завжди і назавжди» (англ. To All the Boys: Always and Forever) — американська романтична комедія 2021 року, знята за романом Дженні Хан, третій фільм із серії «Усім хлопцям…».

## Сюжет
Лара Джин чекає на результат розгляду своєї заявки в Стенфордському університеті, щоб мати змогу навчатися в одному університеті з Пітером Кавинським. В цей час Ден Кові робить пропозицію Тріні, і родина починає планувати майбутнє весілля. Лару Джин готові прийняти до Каліфорнійського університету (Берклі), але вона розчарована, коли їй відмовляють у Стенфорді. Здається, її мрія про майбутнє з Пітером зникає. Вона розповідає Пітеру про те, що сталося, лише коли вони їдуть у екскурсійну поїздку до Нью-Йорка. Вона каже, що у Берклі буде близько до нього, оскільки це трохи більше години їзди на автомобілі. Наступного дня Лару Джин і Крістін запрошують на вечірку до Нью-Йоркського університету, який їй дуже сподобався. Незабаром після цього вона дізнається, що також потрапила до Нью-Йоркського університету. Лара Джин розривається між поїздкою туди та планом, який вони з Пітером склали щодо її навчання у Берклі, але зрештою приймає рішення їхати до Нью-Йорку. Розчарування Пітера її рішенням відчутне. Він вважає неминучим розрив стосунків на відстані.
Пітер пропускає весілля Дена та Тріни. Замість цього він зустрічається зі своїм батьком, який розлучився, залишивши Пітера, що вважає тепер помилкою. Пітер змовляється з Кітті направити Лару Джин після весільного гуляння до весільного намету, де вона знаходить лист від нього. У листі Пітер розповідає про їхню першу зустріч у шостому класі та пропонує договір про те, щоб завжди любити одне одного, незважаючи на відстань між Стенфордом і Нью-Йоркським університетом. Він заходить і просить Лару Джин підписати договір, на що вона радісно погоджується.

## У ролях
| Актор          | Роль              |
| -------------- | ----------------- |
| Лана Кондор    | Лара Джин Кові    |
| Ной Сентінео   | Пітер Кавинський  |
| Мадлен Артур   | Крістін           |
| Джон Корбетт   | доктор Кові       |
| Сараю Блю      | Тріна Ротшильд    |
| Анна Кеткарт   | Кітті             |
| Емілія Баранак | Джен              |
| Джанель Перріш | Марго             |
| Росс Батлер    | Тревор            |
| Генрі Томас    | містер Кавинський |

## Критика
На Rotten Tomatoes фільм отримав оцінку 78% на основі 73 відгуків від критиків і 58% від більш ніж 250 глядачів.

## Нагороди
Фільм отримав головну кінонагороду MTV за найкращий фільм 2021 року.